# Palestine Exploration Fund
Le Palestine Exploration Fund (Fonds d’exploration de la Palestine) est une société britannique basée à Londres. Elle est souvent désignée par le simple acronyme PEF. Fondée en 1865, elle est la plus ancienne organisation dans le monde créée spécifiquement pour l’étude de la région du Levant  connue alors comme la Palestine. Son objectif initial était d’effectuer des recherches sur la topographie et l’ethnographie de la Palestine ottomane ; la société se positionnait alors entre l’organisation d’expéditions et la collecte de renseignements militaires et entretenait de ce fait une relation complexe avec le Corps of Royal Engineers, ses membres renvoyant des rapports sur le besoin de sauvegarder et de moderniser la région.

## Création
Frederick J. Bliss, dans ses conférences consacrées à l’histoire de l’exploration de la Palestine, écrit que « du point de vue de ses buts, cette organisation n’était que la restauration d’une société formée vers l’année 1804 sous le nom de Palestine Association ». Cette association ne publia qu’un volume et les conflits en Palestine interrompirent ses activités presque immédiatement ; elle fut officiellement dissoute en 1834. En 1876, le Palestine Exploration Fund (qui avait déjà à cette date 11 ans d’existence) demanda que l’argent laissé par la première association lui fût remis. Bliss commente : « il est intéressant de noter que le comité général du Palestine Exploration Fund reconnut ainsi qu’il y avait une connexion organique avec la société plus ancienne, ».
Une autre origine pour la création du PEF est, selon son épouse Elizabeth Anne Finn (en), la société  littéraire réunie à partir de 1847 par le consul britannique James Finn à Jérusalem. Beaucoup de photographies de cette période, provenant des Finn, ont été conservées dans la collection du PEF.
Enfin, une circonstance décisive fut le financement par Angela Burdett-Coutts d'une étude complète et précise de la Vieille ville de Jérusalem ; le but n'en était pas l'archéologie biblique, mais une future remise en état du système de distribution d'eau, pour améliorer ainsi la situation sanitaire de la ville et lutter en particulier contre certaines maladies récurrentes, comme la malaria ou le choléra. Le capitaine Charles William Wilson fut désigné par les Royal Engineers pour mener cette étude en 1864 ; elle conduisit non à un nouveau système d'eau, mais à des cartes détaillées de Jérusalem, et permit de mettre au jour d'anciennes citernes ainsi que l'arche dite de Wilson. Poursuivre ce travail qui s'était avéré historiquement important fut un des objectifs de la création du PEF.
C’est le 22 juin 1865 que des archéologues biblistes et des membres du clergé, réunis dans la Chambre de Jérusalem de l’abbaye de Westminster, fondèrent le Palestine Exploration Fund. Ils avaient rassemblé initialement 300 £ pour financer les activités prévues et c’est principalement par des donations, et non par des cotisations perçues régulièrement, que le PFE opéra au début,. Parmi les fondateurs notoires figuraient le doyen de l’abbaye de Westminster, Arthur P. Stanley, et le premier directeur du Royal College of Music, George Grove, éditeur du Grove Dictionary of Music and Musicians. Le fonds fut établi « avec l’objectif de faire des recherches sur l’archéologie, la géographie, les moeurs, les coutumes et la culture, la géologie et l’histoire naturelle de la Terre sainte ».
William Thomson, l’archevêque d’York, y lut le prospectus original: « Notre objet est une enquête inductive strictement. Nous ne sommes pas une société religieuse ; nous n’allons pas déclencher des controverses ; nous allons appliquer les règles de la science, qui sont si bien comprises par nous dans nos branches respectives, à une enquête sur les faits qui concernent la Terre sainte. Aucun pays ne devrait nous être de plus d’intérêt que celui dans lequel ont été écrits les documents de notre Foi, et où ont eu lieu les événements marquants qu’ils décrivent. En même temps, aucun pays n'a besoin de manière plus urgente d'être illustré... Pour un voyageur même occasionnel en Terre Sainte, la [Bible] devient, dans sa forme, et donc dans une certaine mesure dans sa substance, un nouveau livre. Il y aurait beaucoup à gagner à … mettre au jour les restes de tant de races et de tant de générations qui doivent se cacher sous l'accumulation de détritus et de ruines sur lesquels reposent ces villages,. »
Parmi les personnes associées au PEF dans les premières décennies de son fonctionnement figurent Claude R. Conder, Charles Warren, Horatio Kitchener, Edward Henry Palmer (en), Walter Besant, Henry Rawlinson, Anthony Ashley-Cooper, Henry Baker Tristram, Conrad Schick, Charles Wilson. Le rapport du trésorier de 1878 fait état de plus de 130 branches locales au Royaume-Uni, au Canada en Australie, ainsi qu'à Gaza et à Jérusalem ; les dépenses pour l'année précédente se montaient à près de 3 000 £. En 1903, quand Frederick Bliss consacre au PEF une conférence entière dans sa série sur l'exploration en Palestine, il indique que son nom complet est : « Société pour l'investigation précise et systématique de l'archéologie, de la topographie, de la géologie et de la géographie physique, des mœurs et des coutumes de la Terre sainte pour l'illustration de la Bible,. » Il fait aussi état de 2000 à 3000 souscripteurs annuels, en majorité britanniques, mais venant aussi de nombreux pays principalement anglophones.
D'autres sociétés pour l'exploration de la Palestine furent créées à l'étranger sur le modèle du PEF : l' American Palestine Exploration Society (Société américaine d'exploration de la Palestine) aux  États-Unis en 1870, le Deutscher Verein zur Erforschung Palastinas (Union allemande pour l'exploration de la Palestine) en Allemagne en 1877 et la Императорское православное палестинское общество (Société impériale orthodoxe de Palestine) en Russie en 1882. Des associations analogues virent aussi le jour pour l'exploration d'autres régions, comme l'(en) Egypt Exploration Fund, en 1882, devenu l'Egypt Exploration Society.

## Premiers travaux
La première entreprise importante soutenue par le PEF est celle de Charles Warren entre 1867 et 1870, dans la suite du travail de Charles William Wilson. Le lieutenant Warren, comme Wilson avant lui, représentait le service cartographique de Jérusalem ; avec son équipe, en particulier le sergent Henry Birtles et le photographe Henry Phillips, ils menèrent des études topographiques de Jérusalem et ses environs, et découvrirent d’anciens systèmes d’eau souterrains, connus maintenant sous le nom de  puits et canaux de Warren, en l’honneur de cette découverte. À côté des fouilles et des relevés cartographiques, leur perspective relevait de l’archéologie biblique, s’attachant à identifier sur le terrain des lieux, des édifices ou des chemins mentionnés dans la Bible,. La même équipe est aussi responsable de fouilles de  Tell es-Sultan, un site situé à proximité de Jéricho dont les traces d’occupation humaine remontent au Xe millénaire av. J.-C..

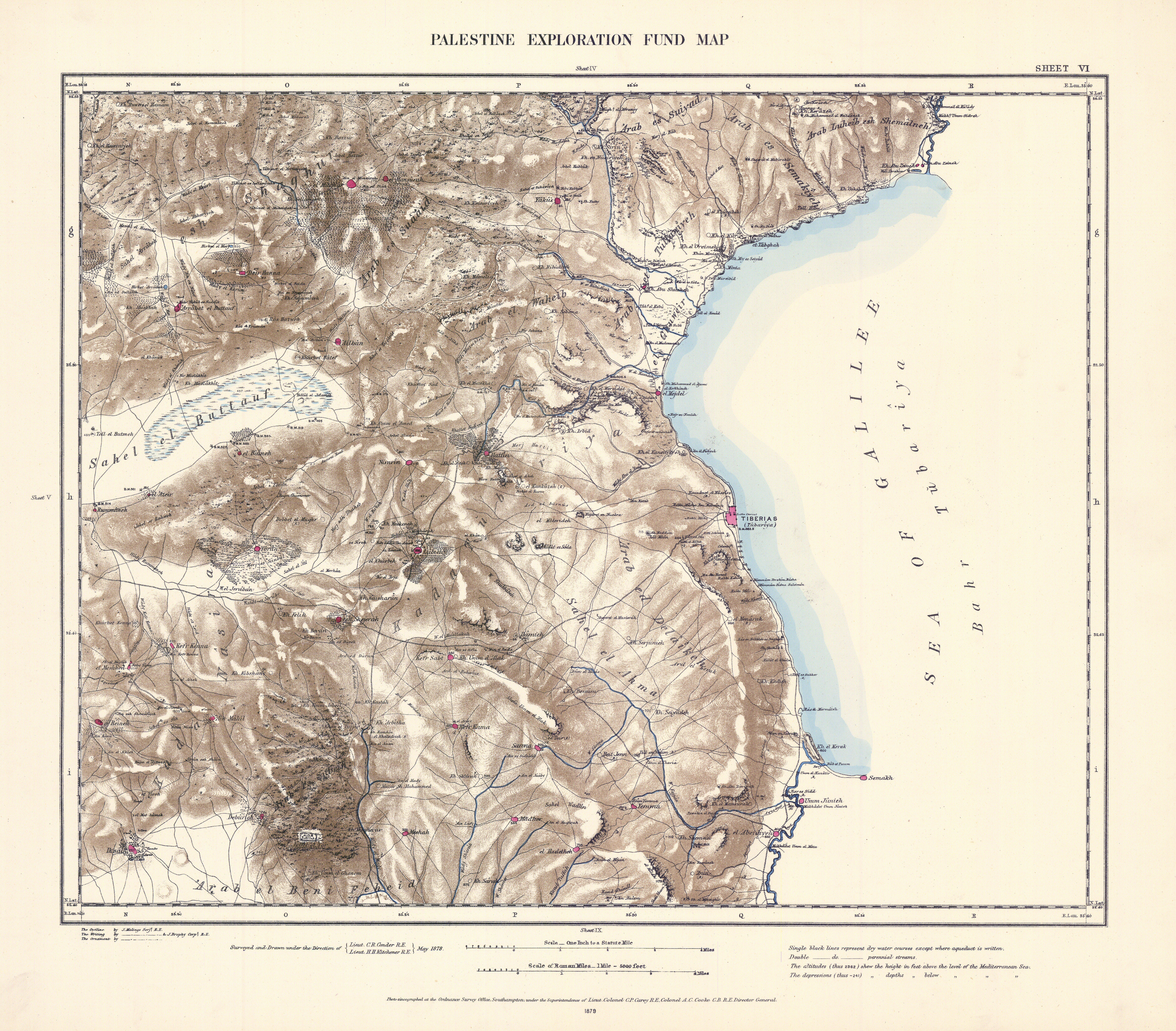
Extrait de la carte de la Palestine élaborée pour le Survey of Western Palestine, 1880

L'œuvre majeure de cette première période est le Survey of Western Palestine (Enquête sur la Palestine occidentale) (1872-1877). La majorité du travail fut effectuée par les hommes des Royal Engineers. Le premier chef pressenti, le capitaine Stewart, ayant dû revenir en Angleterre pour des raisons de santé, il fut remplacé par Wilson et par le lieutenant Claude Reignier Conder ; le lieutenant Horatio Kitchener rejoignit ensuite l'équipe. L'enquête fut suspendue pendant plus d'un an lorsqu'en juillet 1875 les membres de l'expédition furent attaqués près de Safed ; de même les relevés autour de Beersheba prirent du retard à cause de conflits locaux entre bédouins. Outre ses ambitions géographiques, naturalistes et anthropologiques, la description de la Palestine occidentale visait à collecter des milliers de noms de lieux pour les identifier avec des lieux indiqués dans les textes bibliques, dans le Talmud ou dans les récits médiévaux sur les croisades. Les résultats furent publiés en neuf volumes : les trois premiers présentaient la topographie, l'orographie, l'hydrographie et l'archéologie de la Palestine, séparée en trois régions : la Galilée, la Samarie et la Judée. Le quatrième volume était consacré à des articles plus spécialisés sur les mêmes sujets, ainsi que sur les mœurs et les coutumes ; un volume était consacré à Jérusalem, deux autres à la faune et à la flore, et à la géologie respectivement. Les deux derniers volumes contiennent des listes de noms en arabe et en anglais et un index. L'enquête fut complétée par la publication d'une carte de la Palestine à une échelle de 1:63360, la plus précise et détaillée établie au XIXe siècle pour cette région et déployée sur 26 feuilles,,.
Un relevé cartographique de la partie orientale fut aussi entamé, ainsi que, conduit par Edward Henry Palmer (en), le relevé cartographique du Sinai (1872).

## Autres recherches soutenues par le PEF

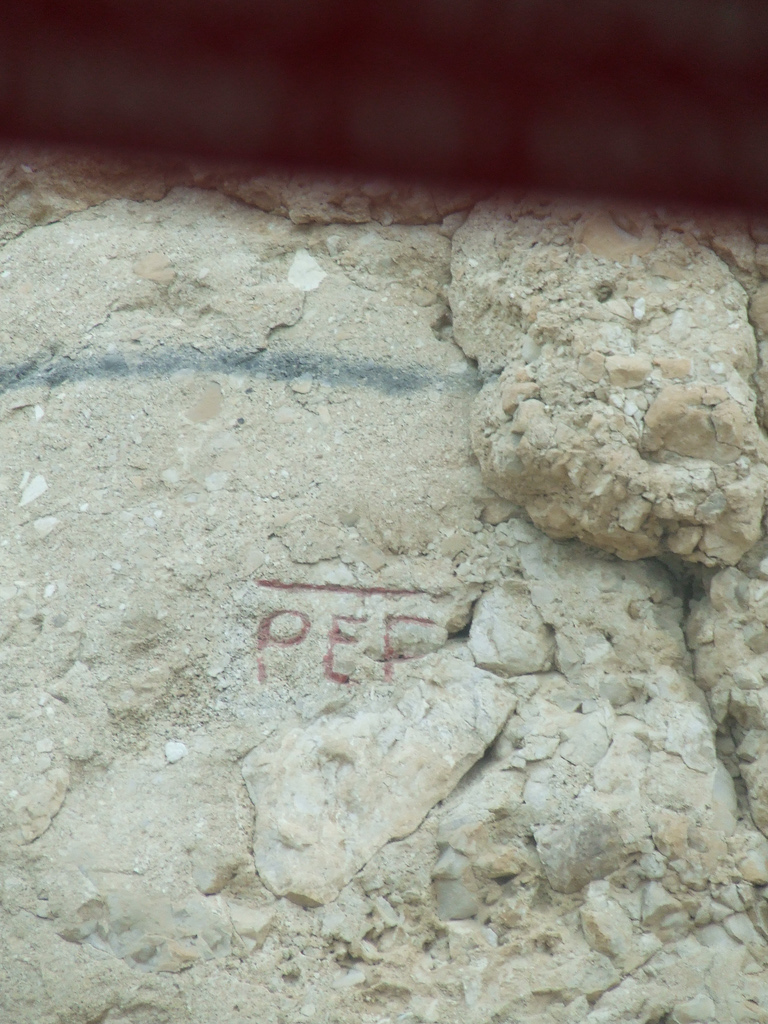
Marque du PEF indiquant le niveau de la mer Morte, début XX.

Parmi les recherches initiées et financées par le PEF à la fin du XIXe siècle, on peut mentionner, : les fouilles de Tell el-Hesi (en) (1890–1893), sous la direction de William Matthew Flinders Petrie, puis de Frederick Jones Bliss, qu'ils identifièrent (à tort) comme Lakish; les nouvelles fouilles à Jérusalem en 1890, menées par Frederick Jones Bliss, autour du mont Sion ; les fouilles de la Shéphélah et de Tell Zakariya (Azekah) (1897-1899), menées par Frederick Jones Bliss et R. A. Stewart Macalister ; les fouilles de Gezer (1902-1908), dirigées par R. A. Stewart Macalister ; les fouilles à Beth-Shemesh (1911), dirigées par Duncan Mackenzie. Juste avant la Première Guerre mondiale, les recherches menées par Leonard Woolley and T. E. Lawrence dans le désert du Néguev, renoue avec le double objectif, archéologique et militaire, de la toute première période,.
En 1919, le Palestine Exploration Fund est impliqué dans la fondation de l'École britannique d'archéologie de Jérusalem. Les deux organisations travaillent conjointement à des fouilles d'Ophel. Le deuxième directeur de l'école, John Winter Crowfoot (en), dirigea d'ailleurs le PEF entre 1945 et 1950.
D'autres programmes archéologiques sont lancés dans l'entre-deux-guerres grâce aux subventions du PEF : les fouilles d'Ashkelon, dirigées par John Garstang dans les années 1920 ; celles du site paléolithique sur le mont Carmel, dirigées par Dorothy Garrod en 1925 ; les fouilles de 1929-1933, sous la direction de Petrie à Tall al-Ajjul, au sud de Gaza et à Beth Pelet ; les fouilles de Samarie (1931-1933), menées par Crawfoot (en), avec le soutien de l'université Harvard et de l'université hébraïque de Jérusalem. Les fouilles à Tel el-Duweir (1934-1938), menées par James Leslie Starkey jusqu'à son assassinat en 1938, permettent de mettre au jour les plus anciens exemples d'alphabet paléo-hébraïque, écrit sur plus de vingt ostraca.

## Le Palestine Exploration Fund de nos jours
Le PEF organise des conférences régulières, en partenariat avec divers organismes : Le département du Moyen-Orient au British Museum, le Conseil pour la recherche britannique dans le Levant, la société archéologique anglo-israélienne, la Société pour les études arabes et l'Egypt Exploration Society. Son assemblée générale, une fois par an, précède une conférence d'intérêt général.
Le Fonds offre toujours des subventions pour des voyages et des recherches en connexion avec ses objectifs, c'est-à-dire « pour promouvoir la recherche dans l'archéologie et l'histoire, les mœurs et les coutumes, la culture, la topographie, la géologie et les sciences naturelles de la Palestine de la Bible et du Levant ».
Les bureaux du PEF héberge aussi d'importantes collections de photographies, de cartes, de spécimens, de manuscrits et de peintures. À Londres, leurs collections contiennent plus de 6 000 artefacts datant de 40000 avant notre ère jusqu'au XIXe siècle, ainsi que plus de 40 000 photographies de la Palestine, de la Jordanie et de la Syrie. Les objets viennent de sites archéologiques de Jérusalem, Tell el Hesi et de Samarie, principalement ceux fouillés grâce au PEF à la fin du XIXe siècle et dans la première moitié du XXe siècle. LE PEF dispose aussi de moulages d'artefacts dont les originaux sont maintenant dispersés dans le monde entier.
Les archives du PEF incluent des cartes, des lettres, des plans, des rapports, envoyés par les explorateurs et les savants qui ont travaillé pour le PEF, ainsi que des photographies des expéditions, des pièces et des modèles. Il existe aussi une bibliothèque rassemblant des ouvrages sur les thèmes pertinents à l'association.
Le PEF publie un journal consacré à l'étude de l'histoire, de l'archéologie et de la géographie du Levant : il s'est appelé Quaterly Statement jusqu'en 1937, puis Palestine Exploration Quaterly. Trois volumes sont publiés chaque année.